# Piazze urbane per superficie
Questa è una lista delle più grandi piazze del mondo, che contiene quelle con superficie maggiore di 100.000 m².

## Lista
| Pos. | Piazza | Città           | Stato       | Superficie (m²) | Dimensioni e descrizione                                                     | Anno di Inaugurazione | Foto |
| ---- | --- | --------------- | ----------- | --------------- | ---------------------------------------------------------------------------- | --------------------- | ---- |
| 1    | Piazza Xinghai | Dalian          | Cina        | 1.100.000       | Realizzata per commemorare il 100º anniversario della fondazione della città | 1997                  |      |
| 2    | Piazza Indipendenza (Medan Merdeka) | Giacarta        | Indonesia   | 1.000.000       |                                                                              | 1976                  |      |
| 3    | Times Square | Daqing          | Cina        | 1.000.000       |                                                                              | 2000                  |      |
| 4    | Piazza dei Girasoli (Praça dos Girassóis) | Palmas (TO)     | Brasile     | 570.000         | 802 × 718 m                                                                  | 1991                  |      |
| 5    | Piazza Huacheng | Canton          | Cina        | 560.000         |                                                                              | 2010                  |      |
| 6    | Piazza Tienanmen (porta della Pace Celeste) | Pechino         | Cina        | 440.000         | 880 × 500 m                                                                  | 1958                  |      |
| 7    | Macroplaza | Monterrey       | Messico     | 400.000         |                                                                              | 1980                  |      |
| 8    | Piazza della Porta dell'India (in inglese: India Gate; chiamata originariamente All India War Memorial, "Memoriale di guerra di tutta l'India") | Nuova Delhi     | India       | 306.600         | 625 m di diametro                                                            | 1926                  |      |
| 9    | Piazza della Parata | Varsavia        | Polonia     | 240.000         | 600 × 400 m                                                                  | 1950                  |      |
| 10   | Piazza del Popolo | Linyi           | Cina        | 216.000         | 670 × 320 m                                                                  | 2001                  |      |
| 11   | Piazza della Cultura | Changchun       | Cina        | 205.000         |                                                                              | 1953                  |      |
| 12   | Piazza dell'Orologio (Praça do Relógio) | San Paolo (SP)  | Brasile     | 176.000         | Contiene tutti e sei gli ecosistemi che si trovano nello stato di São Paulo  | 1971                  |      |
| 13   | Piazza Kujbyšev (Kujbyšev) | Samara          | Russia      | 174.000         | 530 × 330 m                                                                  | 1894                  |      |
| 14   | Esplanade | Perm'           | Russia      | 174.000         | 950 × 160 m                                                                  | 1970                  |      |
| 15   | Piazza Quancheng | Jinan           | Cina        | 169.600         | 780 × 230 m                                                                  | 1999                  |      |
| 16   | Piazza del Popolo | Shanghai        | Cina        | 140.000         |                                                                              | 1994                  |      |
| 17   | Universitetskaja Ploščad' (Piazza dell'Università statale di Mosca)                                                                             | Mosca           | Russia      | 130.000         | 930 × 140 m                                                                  |                       |      |
| 18   | Piazza Mosca (nei pressi della porta di Mosca)                                                                                                  | San Pietroburgo | Russia      | 130.000         | 640 × 205 m                                                                  |                       |      |
| 19   | Piazza Carlo III di Borbone | Caserta         | Italia      | 130.000         |                                                                              |                       |      |
| 20   | Place des Quinconces | Bordeaux        | Francia     | 126.000         |                                                                              | 1810-1828             |      |
| 20   | Piazza del Popolo | Dalian          | Cina        | 125.000         |                                                                              | 1914                  |      |
| 21   | Piazza della Repubblica | Almaty          | Kazakistan  | 121.800         | 580 × 210 m                                                                  | 1986                  |      |
| 22   | Sanam Luang (campo reale) | Bangkok         | Thailandia  | 121.000         | All'interno del palazzo reale thailandese: il Grand Palace                   | 1855                  |      |
| 23   | Piazza della Libertà | Charkiv         | Ucraina     | 119.000         |                                                                              | 1926                  |      |
| 24   | Parker's Piece | Cambridge       | Inghilterra | 101.000         |                                                                              |                       |      |